# تندحة
تَنْدَحَة هي مركز يتبع لمحافظة خميس مشيط في منطقة عسير في المملكة العربية السعودية ، وتقع شرق مدينة خميس مشيط بحوالي 20 كيلومتر متصلة بخميس مشيط - الرياض يبلغ عدد سكانها 48 الف نسمة عام 2010.

## الحدود
يحدها من الشمال مركز وادي بن هشبل ومن الجنوب محافظة أحد رفيدة ومن الشرق مركز يعرى ومن الغرب مدينة خميس مشيط.

## المناخ
هي منطقة تقريباً باردة شتاءً معتدلة صيفاً وتشتهر بسدها المائي.

## السكان
بلغ عدد سكّان تندحة في 2010، 48,000 نسمة.

## وادي تندحة
وادي تندحة من أشهر روافد وادي بيشة بل أكبرها، وعلى ضفافه تقع قرى وبطون كثيرة، ويعرف بغزارة مياهه ووفرتها وجودة محاصيله الزراعية. حيث تقع على جانبيه المناطق الزراعية الخصبة التي تغذي المنطقة الجنوبية بكثير من أنواع الخضروات والفواكه ويمتاز وادي تندحة بجمال طبيعته وخضرة أرضه.
يبدأ ينبوع وادي تندحة من جبال الحجاز، ورأسه عند (البوطة) جنوبا ثم يمر بآل جرادة ويطلق عليه بعد ذلك وادي الوهابة، ثم يشترك مع هذا الوادي واديان آخران من الشرق يصبان في موقع يطلق عليه التندحي حيث شيد سد وادي تندحة والذي يبلغ طوله 120 م الارتفاع 24.5 م السعة التخزينية 4.200.000 متر مكعب ثم ينطلق وادي تندحة بعد ذلك إلى أن يصب في وادي بيشة مخترقاً مدينة تندحة. حيث يبلغ طول وادي تندحة ما يقارب 60 كم.